# Campionati del mondo di ciclismo su strada 2019 - Cronometro femminile Elite
La cronometro femminile Elite dei Campionati del mondo di ciclismo su strada 2019 si svolse il 24 settembre 2019 nel Regno Unito, con partenza da Ripon ed arrivo ad Harrogate, su un percorso di 30,3 km. La statunitense Chloé Dygert vinse la gara con il tempo di 42'11"57 alla media di 43,088 km/h, argento all'olandese Anna van der Breggen e a completare il podio l'altra olandese Annemiek van Vleuten.
Presenti alla partenza 53 cicliste, delle quali tutte completarono la gara.

## Classifica (Top 10)
| Pos. | Corridore            | Squadra     | Tempo     |
| ---- | -------------------- | ----------- | --------- |
| 1    | Chloé Dygert         | Stati Uniti | 42'11"57  |
| 2    | Anna van der Breggen | Paesi Bassi | a 1'32"35 |
| 3    | Annemiek van Vleuten | Paesi Bassi | a 1'52"66 |
| 4    | Amber Neben          | Stati Uniti | a 2'38"41 |
| 5    | Lisa Klein           | Germania    | a 2'40"79 |
| 6    | Marlen Reusser       | Svizzera    | a 3'02"09 |
| 7    | Leah Thomas          | Stati Uniti | a 3'12"66 |
| 8    | Lucinda Brand        | Paesi Bassi | a 3'15"62 |
| 9    | Alena Amjaljusik     | Bielorussia | a 3'17"56 |
| 10   | Lisa Brennauer       | Germania    | a 3'19"80 |